# Friedrich Frerichs
Friedrich (Fritz) Boiken Frerichs (* 4. Januar 1882 in Heppens; † 3. Mai 1945 vermutlich in der Lübecker Bucht) war ein sozialdemokratischer Politiker.

## Leben und Wirken
Friedrich (Fritz) Frerichs war der Sohn des Arbeiters Friedrich Frerichs (1838–1882) und seiner Ehefrau Grethe Maria geb. Dirks aus Heppens. Nach dem Besuch der dortigen Volksschule lernte er den Beruf des Tischlers in Varel und wurde 1903 Mitglied im Deutschen Holzarbeiterverband, einem Vorläufer der Freien Gewerkschaften, sowie 1906 der SPD. Er arbeitete bis 1919 in dem erlernten Metier. Daneben war er zeitweise als gewerkschaftlicher Arbeitsvermittler tätig. Frerich war bis 1906 Vorstandsmitglied der Filiale des Holzarbeiterverbandes in Rüstringen-Wilhelmshaven, wo er nach Wanderjahren in Westfalen von 1903 bis 1908 tätig war. Ab 1907 bekleidete er dieselbe Position in der Filiale Emden, dann von 1911 bis 1915 in Stuttgart und danach wieder in Rüstringen-Wilhelmshaven. Den Ersten Weltkrieg machte Frerichs als einfacher Soldat von 1916 bis 1918 mit.
Nach der Novemberrevolution von 1918/19, die der SPD einen starken Zuwachs an Mitgliedern brachte, wurde Frerichs hauptberuflich Ortssekretär der SPD in Rüstringen/Wilhelmshaven. Von 1920 bis 1933 gehörte er dem Landtag von Oldenburg an, seit 1921 war Frerichs Vorsitzender der SPD-Fraktion. In dieser Zeit bestimmte er maßgeblich die Politik der Partei in Oldenburg mit und galt als angesehener und auf Ausgleich bedachter Abgeordneter und Fachmann auf dem Gebiet der Finanzpolitik und des Finanzausgleichs. Seine Partei vertrat er auch im Magistrat der Stadt Rüstringen als unbesoldeter Ratsherr (1920–1933). Ehrenamtlich war er in der Arbeitsverwaltung tätig, von 1923 bis 1927 als Vorsitzender des Arbeitsamtes der Jadestädte, 1925 als Geschäftsführer des Landesarbeitsamts Oldenburg und von 1922 bis 1925 Mitglied des oldenburgischen Finanzgerichts. Am 1. Oktober 1929 wurde er hauptamtlicher Parteisekretär beim SPD-Bezirk Oldenburg-Ostfriesland-Osnabrück und als solcher besonders zuständig für Kommunal- und Sozialpolitik. Außerdem war er Vorsitzender des SPD-Bezirksvorstandes dieses Bezirks.
Nach der Machtübernahme der Nationalsozialisten und dem Verbot der SPD am 22. Juni 1933 wurde Frerichs aus Wilhelmshaven ausgewiesen und war mehrere Jahre arbeitslos, ehe er ab 1935 wieder als Tischler arbeitete. Das Ehepaar Frerichs, seit dem 15. April 1922 war er mit der bekannten SPD-Politikerin Elisabeth Frerichs (1883–1967) verheiratet, lebte sehr zurückgezogen und von der Geheimen Staatspolizei (Gestapo) überwacht in Bohlenbergerfeld bei Zetel. 1940 wurde Frerichs zur Arbeit auf dem Fliegerhorst Marx  in Ostfriesland dienstverpflichtet. Im Zuge der Aktion Gitter, in der frühere Abgeordnete der demokratischen Parteien und Gegner des NS-Regimes nach dem Attentat auf Hitler verhaftet wurden, holte die Gestapo Frerichs am 22. August 1944 ab und lieferte ihn in das Konzentrationslager Neuengamme ein. Dagegen legte seine Frau Elisabeth vergeblich Beschwerde beim Reichssicherheitshauptamt ein, der Antrag wurde allerdings am 20. Oktober 1944 abgelehnt. Von dem Häftling Frerichs mit der Nummer 43023 in Block 27, der mit dem späteren SPD-Vorsitzenden Kurt Schumacher die Haft teilte, erhielt seine Frau am 25. März 1945 das letzte Lebenszeichen.
Das Ende von Frerichs blieb bisher ungeklärt. Ob er noch in den letzten Tagen vor der Befreiung Ende April 1945 in Hamburg ermordet wurde oder zu den Opfern der Versenkung des Häftlingsschiffs Cap Arcona am 3. Mai 1945 in der Lübecker Bucht gehörte, ist ungewiss. Möglich wäre auch, so seine Frau, dass er auf dem Marsch in das Konzentrationslager Bergen-Belsen in der Lüneburger Heide ermordet wurde.

## Würdigung
Frerichs war überzeugter Demokrat, der in den letzten Jahren der Weimarer Republik sowohl dem aufkommenden Nationalsozialismus sowie aber ebenso der Politik der KPD entgegentrat.
Die Gemeinde Zetel benannte 1946 die Straße, in der das Ehepaar Frerich zuletzt gewohnt hatte, in Fritz-Frerichs-Straße um. Weitere Fritz-Frerichs-Straßen existieren in Wilhelmshaven und in Sande.